# 丹絨馬林站
丹絨馬林站位于马来西亚霹雳州慕亚林县丹絨馬林，是电动列车服务和巴生港线的其中一个站点，也是巴生港线的北端终点站。马来亚铁道公司是该车站的主要经营者。

## 意外事件
2018年10月18日，丹绒马林站发生了一起意外事故，两辆列车在本站发生碰撞，其中电动列车准备前往巴生港口站时，于本站第二月台的轨道，撞及另一辆货运列车，导致5名乘客受伤，也导致所有双轨电动列车（ETS）及电动列车（Komuter）班次受影响。